# Port lotniczy Plewen-Dolna Mitropolia
Port lotniczy Plewen-Dolna Mitropolia – port lotniczy położony w Plewen, w Bułgarii. Używany jest jako baza wojskowa Bułgarskich Sił Powietrznych.